# La Repubblica (quotidiano)
la Repubblica è un quotidiano italiano, con sede a Roma, appartenente a GEDI Gruppo Editoriale, a sua volta parte del gruppo Exor, controllato dalla famiglia Agnelli.
È il secondo quotidiano generalista d'Italia per diffusione totale (cartacea più digitale) e per quantità di lettori, dopo il Corriere della Sera, con una diffusione media di 151.309 copie a maggio 2023.

## Storia

### Fondazione
Il quotidiano nasce dall'iniziativa di Eugenio Scalfari, già direttore del settimanale L'Espresso. Il nome viene scelto in omaggio al piccolo giornale portoghese che nel 1974 aveva dato voce alla "rivoluzione dei garofani". Scalfari chiama con sé alcuni colleghi fidati: Gianni Rocca, caporedattore centrale, poi Amedeo Massari direttore amministrativo, Giorgio Bocca, Sandro Viola, Mario Pirani, Rosellina Balbi, Miriam Mafai, Barbara Spinelli, Natalia Aspesi, Corrado Augias, Enzo Golino, Edgardo Bartoli, Fausto De Luca, Paolo Filo della Torre, Enzo Forcella, Orazio Gavioli, Giuseppe Turani. Del gruppo iniziale doveva far parte anche Andrea Barbato con il ruolo di vicedirettore, ma il giornalista lascia alla vigilia del primo numero, essendo stato chiamato alla direzione del TG2 post-riforma. Le vignette satiriche sono affidate alla matita di Giorgio Forattini. La redazione occupa appena quattro stanze, in via Po 12 a Roma, sede anche dell'Espresso. L'atto di costituzione della società editrice venne firmato nella villa Bocca Trezza di Giorgio Mondadori, detta "Mille e una rosa", a Sommacampagna (VR) un sabato del luglio 1975.

### Dagli inizi all'affermazione (1976-1986)
Giorgio Bocca, Sandro Viola e Bernardo Valli, tre storiche firme della Repubblica, alla festa per il decennale della testata romana.
Nel 1986 la Repubblica compie i suoi primi dieci anni. Per festeggiare l'anniversario esce l'opera Dieci anni 1976/1985: 10 fascicoli in carta patinata, uno per ogni anno, con la riproduzione di molti articoli originali. Il lancio dell'iniziativa editoriale avviene con uno spot pubblicitario che riscuote un buon successo: all'inizio si vede un giovane universitario che acquista il quotidiano in un'edicola. Lo stesso giovane, dieci anni dopo, è diventato un uomo. Stringe in mano lo stesso giornale, ma nel frattempo ha fatto carriera ed è diventato il manager di una grande azienda.
Il 16 marzo 1978 il presidente DC Aldo Moro viene rapito dalle Brigate Rosse. Dopo un mese di prigionia, il 19 aprile i brigatisti fotografano lo statista mentre regge la copia di un quotidiano, come prova che il leader democristiano è ancora in vita; il giornale in questione è proprio la Repubblica, il cui ancora acerbo marchio riceve inaspettatamente un'immediata notorietà.
La nuova testata di Eugenio Scalfari sceglie di collocarsi nell'area della sinistra laica e riformista. Alla sua sinistra, i quotidiani più letti nell'Italia di metà anni 1970 sono l'Unità e Paese Sera. Inizialmente la Repubblica non intende scontrarsi frontalmente con essi, ma differenziarsi. Vuole infatti essere visto come un "secondo giornale": un quotidiano di approfondimento, per un pubblico che ha già letto altrove i fatti del giorno. A differenza dei quotidiani generalisti, la Repubblica non tratta la cronaca e lo sport.
la Repubblica debutta in edicola mercoledì 14 gennaio 1976. Si presenta al pubblico con un formato berlinese, più piccolo di quelli usualmente adottati all'epoca dagli altri giornali nazionali: sei colonne invece delle tradizionali nove; è composto di 20 pagine ed esce dal martedì alla domenica. Al posto della terza pagina tradizionale, la cultura è collocata nel paginone centrale.
Quando il giornale nasce, la messa in pagina non è ancora definita compiutamente; dopo numerosi assestamenti, la griglia raggiunge un'impostazione standard. La pagina, che inizialmente conteneva soltanto testi e titolazioni, inizia a essere movimentata con l'aggiunta di illustrazioni, fotografie e disegni. Il grafico, Franco Bevilacqua, inventa i blocchi prefigurati: l'articolo della Repubblica si compone di testo e fotografie insieme.
Durante i primi due anni di vita il quotidiano crea il proprio pubblico, ondeggiando tra la sinistra extraparlamentare e quella riformista. Scalfari coglie la novità rappresentata dal movimento del Settantasette; la Repubblica lo aggancia e lo segue da vicino. Il punto di forza del quotidiano sono i commenti, sempre incisivi e schierati: anche le cronache hanno un taglio politico. Alla schiera dei collaboratori si aggiunge Giampaolo Pansa, proveniente dal Corriere della Sera, nel ruolo di inviato speciale a Milano. La sede di Repubblica occupa un piano, il quarto, di un palazzo in piazza Indipendenza di proprietà della famiglia Amodei, editore del Corriere dello Sport - Stadio, che ha sede e redazione nello stesso edificio.
Il 1978 è l'anno della svolta. All'inizio, la vendita media è di 114 000 copie. In marzo l'Italia è sconvolta dal rapimento di Aldo Moro, presidente della Democrazia Cristiana, a opera delle Brigate Rosse: durante i cinquantacinque giorni del sequestro la testata di Scalfari appoggia incondizionatamente la linea della fermezza contro le richieste dei brigatisti, mentre segue con attenzione nettamente critica la scelta "trattativista" del PSI di Bettino Craxi. La linea di opposizione al segretario socialista, che sarà il leitmotiv del quotidiano per i successivi dieci anni, è già tracciata. Nello stesso anno appare l'inserto Satyricon: è il primo inserto di un quotidiano italiano dedicato interamente alla satira. Sul finire del 1978 la Repubblica arriva a toccare le 140 000 copie, avvicinandosi alle 150 mila che Scalfari si era prefisso come traguardo alla fondazione del quotidiano.
Nel 1979, con una tiratura media di 180 000 copie, il quotidiano raggiunge il pareggio di bilancio. La foliazione aumenta da 20 pagine a 24. Il giornale decide, per la prima volta, di coprire gli eventi sportivi; a fondare l'apposita redazione viene chiamato Mario Sconcerti. Tra il 1979 e il 1980 appare poi la rubrica a disegni Tutti da Fulvia sabato sera, di Pericoli e Pirella. Sempre nel 1980 il terrorismo colpisce da vicino la Repubblica: il 7 maggio il cronista Guido Passalacqua viene gambizzato dallo stesso gruppo che il 28 ucciderà Walter Tobagi.
Nel 1981 uno scandalo travolge il quotidiano nazionale più venduto, il Corriere della Sera, che si scopre essere de facto controllato, sia finanziariamente sia editorialmente, dalla loggia P2. Ciò consente alla Repubblica di aumentare il numero dei lettori e di strappare al giornale concorrente alcune firme prestigiose, tra cui quelle di Enzo Biagi e Alberto Ronchey. Scalfari intravede l'opportunità di portare il suo giornale ai primi posti e lancia nuove iniziative per allargarne il bacino d'interesse; tra gli altri, porta la foliazione a 40 pagine, per dare più spazio alla cronaca varia, agli spettacoli e allo sport. La sua testata diventa un "giornale omnibus", ovvero un quotidiano per tutti i tipi di lettori. Nel 1983 viene nominato caporedattore centrale Franco Magagnini.
Per quanto riguarda la linea politica, il giornale continua ad appoggiare la sinistra riformista; cambiano invece i termini del confronto con i partiti al governo: da una parte permane l'opposizione a Craxi, mentre si registra una maggiore apertura verso Ciriaco De Mita, principale esponente della sinistra democristiana. I risultati non si fanno attendere: nel 1985 la Repubblica vende in media 372 940 copie, circa 150 000 in più della media del 1981. Il quotidiano di Scalfari supera La Stampa divenendo così il secondo quotidiano italiano.
Nel 1986, data del suo decimo compleanno, il giornale romano decide il varo di un settimanale finanziario, un dorso che esce come supplemento tutti i lunedì: Affari & Finanza, diretto da Giuseppe Turani. Il Corriere è sempre più vicino; finalmente, nel dicembre 1986 la Repubblica riesce per la prima volta a superare la testata milanese: 515 000 copie contro le 487 000 del concorrente.

### La gara con ilCorriere della Sera

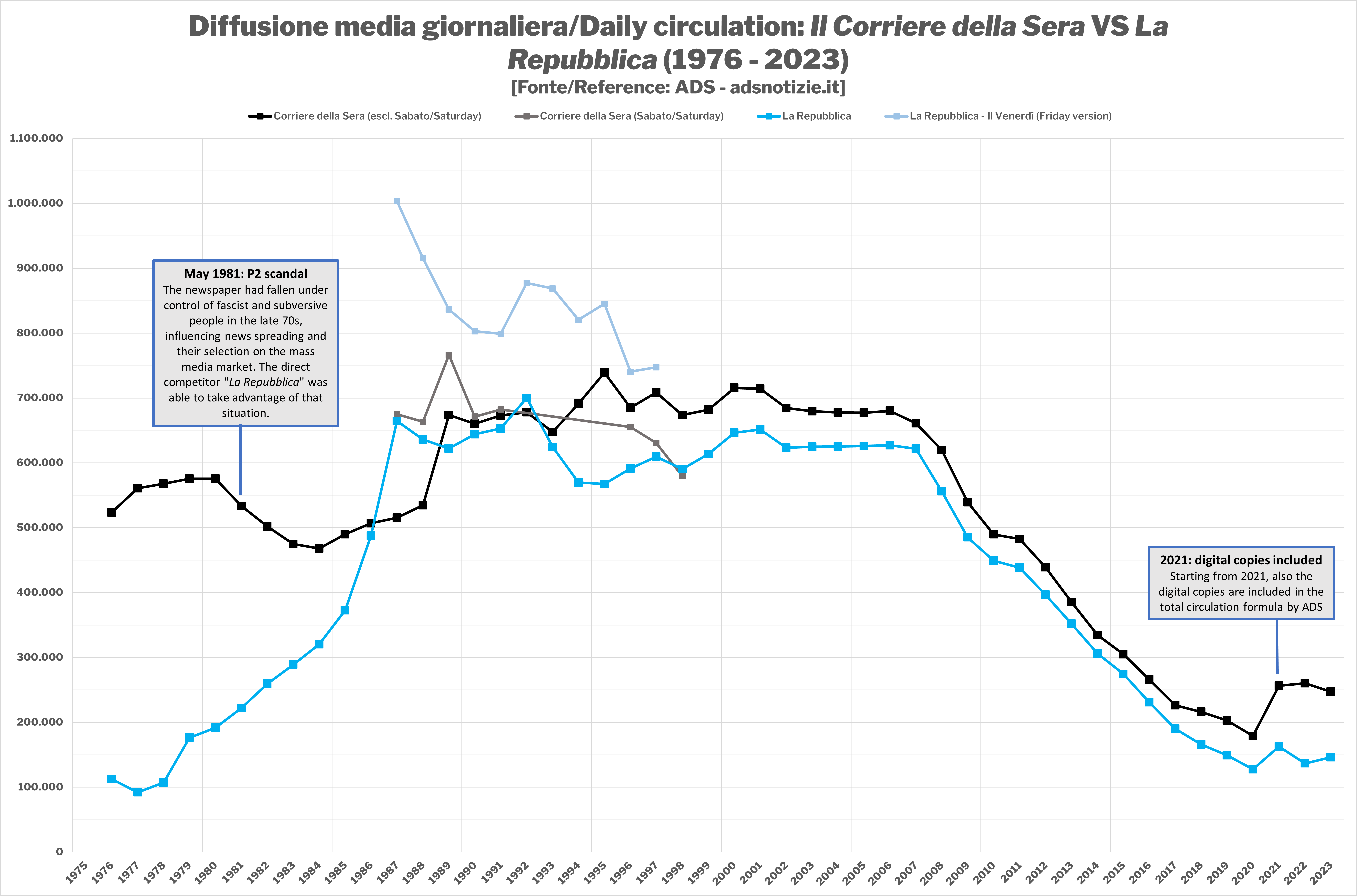
Confronto della diffusione media giornaliera de La Repubblica e del Corriere della Sera (1976-2023, dati ADS), con inclusi i dati anche delle edizioni speciali settimanali. Da fine anni '80 al 2007 i due quotidiani si sono attestati su una diffusione media di 600.000-700.000 copie al giorno.

Nel gennaio 1987 il quotidiano lancia un gioco a premi: si chiama Portfolio, ed è in pratica una lotteria che si basa sulla Borsa. I lettori sono quindi invogliati a comprare il giornale tutti i giorni per controllare i valori delle azioni. Il gioco si rivela molto più redditizio dei supplementi (che aumentano le vendite solo per uno o due giorni alla settimana): il quotidiano romano guadagna in tre mesi quasi 200 000 copie, sfiorando le 700 000 di vendita media. la Repubblica consolida la sua posizione come primo giornale d'Italia.
Il Corriere della Sera non sta a guardare e risponde colpo su colpo, offrendo un rotocalco in omaggio al sabato (Sette). La replica de la Repubblica è Il Venerdì, il cui primo numero esce il 16 ottobre, nello stesso giorno in cui già offre Affari & Finanza. Anche nel 1988 la Repubblica rimane saldamente il primo quotidiano italiano, con una vendita media di 730 000 copie, duecentomila in più del Corriere, fermo a 520 000. La testata di via Solferino riprenderà il primato solo nel 1989 con Replay, un altro gioco a premi.
Con gli anni 1990, nuove iniziative editoriali arricchiscono l'offerta informativa del quotidiano di Scalfari, che inaugura il numero del lunedì acquisendo per 50 milioni di lire il marchio Lunedì di Repubblica, rivista satirica, primo giornale vero/falso edito da Vincenzo Sparagna, già autore di Frigidaire. Il lancio avviene il 10 gennaio 1994: in questo periodo il quotidiano si attesta su una tiratura media di 660 000 copie. Il 1995, oltre a essere l'anno dell'introduzione dei due supplementi Musica! rock & altro e Salute, è anche quello della rivoluzione grafica: viene infatti introdotto il colore per la prima pagina e le inserzioni pubblicitarie.

L'editore Carlo Caracciolo, tra i fondatori della testata, assieme a Enzo Biagi, giornalista de la Repubblica per gran parte degli anni 1980.

Il 2 ottobre 1994, durante la fase di passaggio dall'MSI ad AN (iniziata nel gennaio di quell'anno e conclusasi con la svolta di Fiuggi del gennaio 1995), il direttore Eugenio Scalfari pubblicò un articolo di fondo intitolato Lo sdoganamento della destra. Sempre Scalfari schiera il proprio quotidiano su posizioni antitetiche a quelle di Silvio Berlusconi, magnate dei media che entra in politica nello stesso 1994; il quotidiano critica in special modo il suo conflitto d'interessi come imprenditore e politico.

### La direzione di Ezio Mauro
Nell'aprile 1996, dopo le elezioni politiche, la direzione della testata passa di mano: Eugenio Scalfari dopo vent'anni lascia il timone a Ezio Mauro (che firma la Repubblica dal 6 maggio), pur continuando a collaborare al giornale come editorialista. Il quotidiano mantiene una linea vicina allo schieramento politico del centro-sinistra, anche se non risparmia critiche ai suoi rappresentanti politici e ai partiti che lo compongono (con riguardo sia alla "questione morale" che alla frammentazione delle forze politiche). Con la direzione di Mauro il quotidiano si trasferisce nella nuova sede di via Cristoforo Colombo, all'EUR. Tra le prime novità editoriali vi è l'inserto settimanale femminile D - la Repubblica delle donne (21 maggio). Sempre in maggio, il quotidiano incappa in un infortunio giornalistico: il 30 maggio 1996 viene infatti annunciata e commentata la vittoria di Shimon Peres alle elezioni israeliane, quando ancora lo spoglio non era terminato; alla fine risulterà vincitore Benjamin Netanyahu.
Il 1996 è un anno elettorale. Il 5 aprile viene aperta la versione sperimentale del quotidiano sul web, in occasione delle consultazioni politiche del 21 aprile. Il sito conta 16-17 000 contatti al giorno. La notte delle elezioni più di 500 000 persone cercano di collegarsi (quando gli utenti Internet in Italia erano tra i 3 e i 4 milioni). In agosto iniziano i lavori per la realizzazione dell'edizione on-line definitiva. Il 14 gennaio 1997 viene lanciato il sito web del quotidiano (repubblica.it), il progetto è ideato da Ernesto Assante, Gualtiero Peirce e Vittorio Zambardino, i quali lo propongono a Eugenio Scalfari che lo approva concedendogli l'uso dello scantinato della sede dell'epoca del giornale e alcuni computer. Negli anni successivi si affermerà come principale sito d'informazione italiano con oltre 10 milioni e 600 000 utenti unici: il sito contiene tutti gli articoli a partire dal 1984. Sempre nel 1997 nasce l'edizione cartacea locale di Palermo, seguita, tre anni dopo, da quella di Bari.

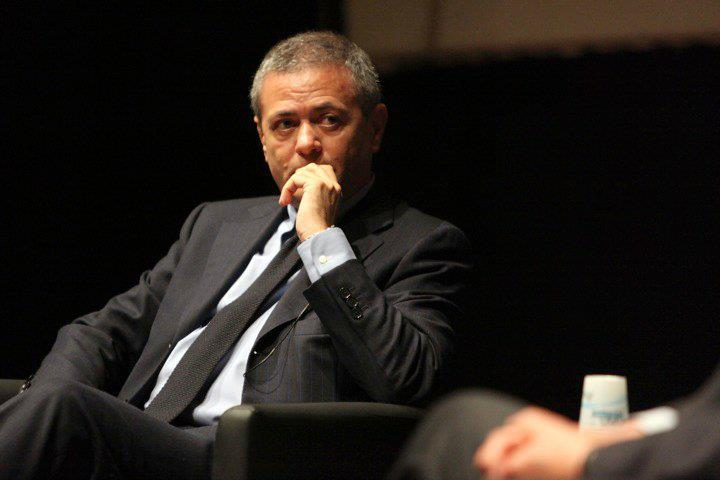
Ezio Mauro, direttore de la Repubblica dal 1996 al gennaio 2016.

Nel 2004, attraverso un processo graduale, il quotidiano inserisce il colore in ogni sua pagina. La decisione smuove tutto il mercato dei quotidiani italiani, spingendo la concorrenza ad adottare delle contromosse; in breve, anche gli altri maggiori quotidiani passano al colore. L'edizione della domenica è arricchita da un'ampia sezione culturale (La Domenica di Repubblica, dal 28 novembre 2004). Nel settembre 2005 viene lanciato il supplemento mensile XL (dedicato al pubblico giovane); nel dicembre 2006 nasce poi Velvet (indirizzato a chi segue la moda).
Nel 2007 accade un fatto insolito nella vita del giornale: la redazione proclama uno sciopero. Insoddisfatti per le condizioni contrattuali e per le relazioni con l'editore, i giornalisti bloccano l'uscita del quotidiano per sette giorni. La Repubblica non può raccontare ai propri lettori il congresso dei Democratici di Sinistra che approva la fondazione del Partito Democratico (19-21 aprile 2007).
Il 19 settembre 2007 il quotidiano si rinnova profondamente, nella grafica e nell'impaginazione. Di fatto, Repubblica si sdoppia in due giornali: uno dedicato alle notizie e un altro (denominato R2) contenente approfondimenti, inchieste e reportage sui principali temi dell'attualità. Il quotidiano, che è sempre stato uno dei maggiori critici di Berlusconi, il leader dello schieramento del centro-destra, accentua la sua avversione nel 2008, anno della sconfitta elettorale del centro-sinistra a opera della coalizione avversaria.
A partire dall'aprile 2008, il sito online viene arricchito da un nuovo motore di ricerca, tramite il quale è possibile ricercare e consultare gli articoli cartacei pubblicati dal 1984 in poi. Sono disponibili anche gli articoli usciti in rete, la cui consultazione è gratuita. Per i testi pubblicati anche in formato cartaceo è invece richiesto un pagamento prima che essi diventino di pubblico dominio (solitamente nei giorni immediatamente successivi all'uscita dell'articolo).

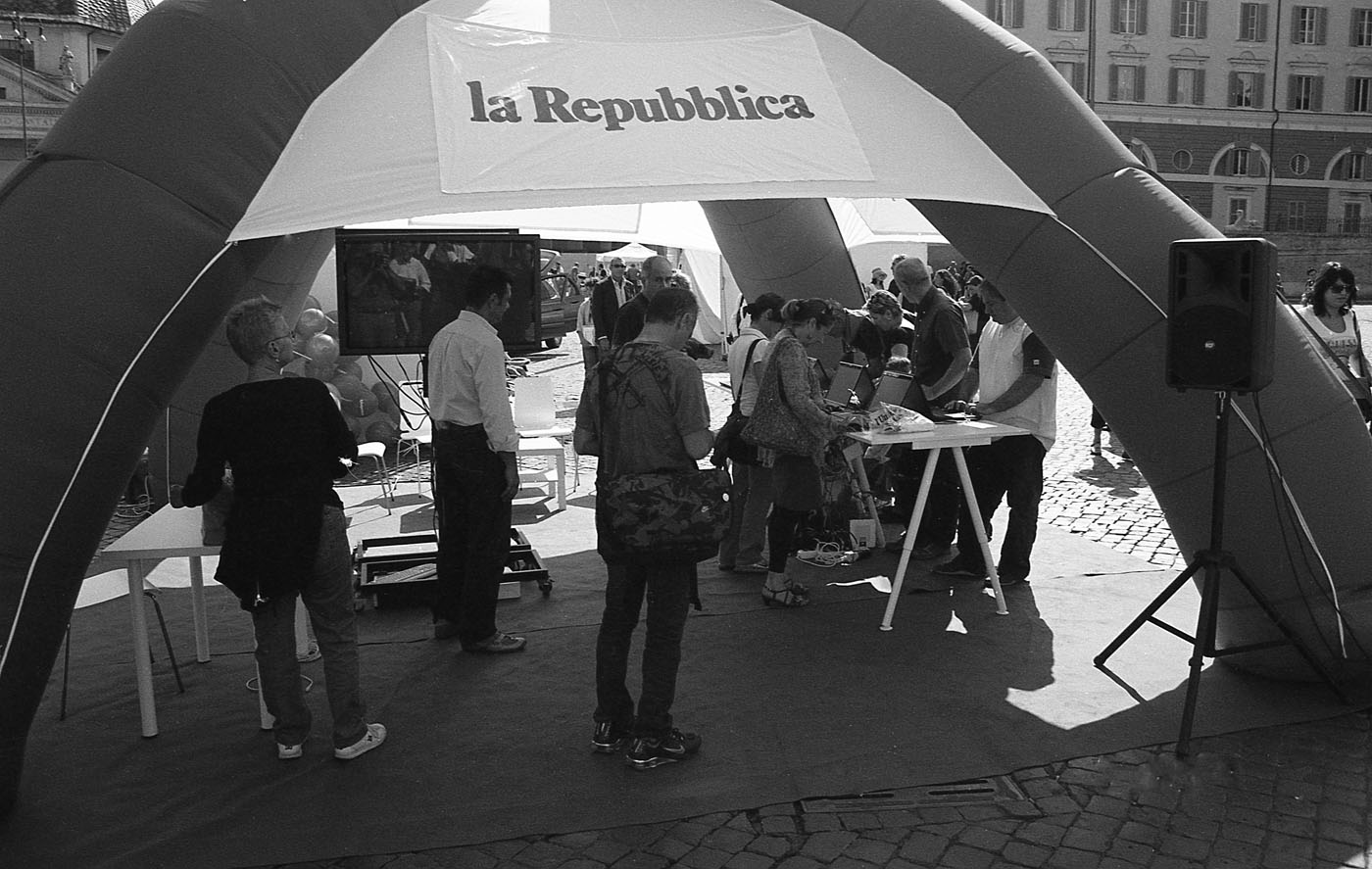
Stand de la Repubblica a Roma (2009)

Nella primavera 2009 la Repubblica ospita una lettera aperta di Veronica Lario al marito Silvio Berlusconi. Nella missiva la Lario accusava l'allora premier italiano di frequentare ragazze minorenni. Per il quotidiano è un clamoroso scoop, cui segue una campagna, durata tutta la primavera, sulle frequentazioni segrete di Berlusconi. I risultati sono lusinghieri: aumento delle vendite di 30 000 copie e aumento della pubblicità. Il 2009 è anche l'anno delle «10 domande che non si possono fare a Berlusconi»: Giuseppe D'Avanzo raccoglie un elenco di 10 quesiti, cui il premier evita di rispondere; a fine agosto il premier fa causa alla testata, tuttavia il quotidiano continua a pubblicare l'elenco per i successivi sei mesi.
A inizio 2010 il quotidiano si riavvicina nelle vendite allo "storico" concorrente, il Corriere della Sera: dalle 80 000 copie del marzo 2009 il divario è sceso a 30 000 nel marzo 2010. Nel 2011 la Repubblica diventa il primo quotidiano per lettorato, con una quota stimata di 3 milioni e 523 000 lettori, superando il rivale lombardo (3 milioni e 430 000 lettori).
Nel 2015 il giornale è tra i fondatori, assieme ai tedeschi di Die Welt, agli spagnoli di El País, ai francesi di Le Figaro, ai belgi di Le Soir, a Tages-Anzeiger e a Tribune de Genève, della Leading European Newspaper Alliance (LENA), un accordo di collaborazione tra testate europee.

### La direzione di Mario Calabresi
Mario Calabresi subentra a Ezio Mauro come direttore il 15 gennaio 2016, il giorno dopo il 40º anniversario della fondazione quotidiano. 

Il 22 novembre 2017 viene avviata una ristrutturazione del giornale: la veste grafica viene ampiamente rinnovata. Inoltre viene adottato un nuovo carattere, denominato "Eugenio" (basato sul Bodoni), il cui nome si rifà a quello del fondatore del giornale, Eugenio Scalfari. Viene modificata anche l'organizzazione dei contenuti del giornale cartaceo. Ogni giorno i due argomenti più importanti vengono trattati in prima pagina, seguono la politica e la cronaca.
Il 5 febbraio 2019 Mario Calabresi annuncia la fine della sua direzione per scelta degli editori.

### La direzione di Carlo Verdelli
Il 19 febbraio 2019 si insedia come nuovo direttore Carlo Verdelli, il quale ottiene la fiducia della redazione il giorno seguente con 296 sì, 13 no, 6 schede bianche e 1 nulla.
L'11 aprile 2019 muore il vice-direttore Angelo Aquaro. Il 25 maggio 2019 muore il celebre editorialista Vittorio Zucconi.
Il 21 marzo 2020 muore il celebre giornalista sportivo Gianni Mura.

### La direzione di Maurizio Molinari
Il 23 aprile 2020 «Giano Holding», società partecipata dalla Exor, holding finanziaria olandese controllata dalla famiglia Agnelli, diviene proprietaria del 60,9% del Gruppo editoriale GEDI e il consiglio d'amministrazione nomina Maurizio Molinari nuovo direttore del quotidiano al posto di Carlo Verdelli. Il giorno successivo la Repubblica non esce in edicola a seguito di uno sciopero, indetto come protesta contro la decisione del CdA.
Il 29 aprile Molinari ottiene la fiducia della redazione con 220 favorevoli, 36 contrari, e 44 astenuti. Gad Lerner e Pino Corrias interrompono la loro collaborazione con il quotidiano, mentre Enrico Deaglio interrompe la sua collaborazione con Il Venerdì di Repubblica.
Sotto la direzione di Molinari iniziano a collaborare con la Repubblica Oscar Giannino (ex giornalista de La Voce Repubblicana, Cronache di Liberal, Libero, Radio 24 e Radio Capital ed ex leader di Fare per Fermare il Declino), Giancarlo Mazzuca (ex giornalista de il Giornale e Il Giorno ed ex deputato de Il Popolo della Libertà), Domenico Siniscalco (ex ministro dell'economia e delle finanze nel governo Berlusconi II), Sharon Nizza (ex assistente parlamentare della deputata del PdL Fiamma Nirenstein e, a sua volta, candidata non eletta dello stesso PdL) e Paolo Condò (che lascia La Gazzetta dello Sport e SportWeek)
Il 20 agosto 2020 la Repubblica si schiera ufficialmente per il NO al referendum costituzionale del 2020. Nei mesi successivi continuano le uscite di firme eccellenti: lasciano Bernardo Valli, Attilio Bolzoni (che passa a Domani), Luca Bottura (che rimane a L'Espresso), Irene Bignardi, Roberto Saviano (che passa al Corriere della Sera), e Stefano Balassone (che passa a Domani). Nel 2021 l'esodo di firme eccellenti continua: il 27 ottobre Federico Rampini abbandona il quotidiano diretto da Molinari per passare al Corriere della Sera; il 29 ottobre lascia Curzio Maltese, annunciando nella sua longeva rubrica su Il Venerdì il suo congedo dai lettori. L'11 novembre lascia il giornale il vicedirettore Sergio Rizzo, dichiarando di essere stato costretto ad andare in pensione insieme ad altri 53 giornalisti della testata. Negli stessi giorni Luca Ricolfi inizia a collaborare al quotidiano mentre da La Stampa arriva Paolo Mastrolilli, come corrispondente da New York. Molinari porta in redazione numerose nuove firme come Bernard-Henri Levy, Gianni Vernetti, Alberto Angela, Santolo Meo, Marta Dassù, Marco Minniti, Linda Laura Sabbadini, Luca Ricolfi. E ci sono anche dei ritorni come Tahar Ben Jelloun, Carlo Pizzati e Antonio Monda, che avevano abbandonato il quotidiano per disaccordi con i precedenti direttori.
Nel luglio del 2023 sorge una controversia riguardo un articolo scritto dal padre di Elkann, Alain Elkann, che paragonava il comportamento dei giovani a quello dei Lanzichenecchi. Ulteriore polemica suscitò l'articolo del giovane Elkann per La Stampa. Molinari si è rifiutato di pubblicare una lettera in cui i redattori del giornale prendevano le distanze dall'anziano Elkann; contestualmente affermava di aver compreso le loro ragioni.
Nell'aprile 2024 il direttore viene sfiduciato da un voto dal comitato di redazione, con sciopero delle firme per 24 ore. L'assemblea ha denunciato «la gravità della censura del servizio di apertura di Affari& Finanza nel numero dell'8 aprile 2024».

### La direzione di Mario Orfeo
Il 3 ottobre 2024, Mario Orfeo viene nominato nuovo direttore del giornale a partire dal successivo 7 ottobre; termina così la direzione di Molinari, che continua però a collaborare come commentatore ed editorialista.

## Variazioni dell'assetto proprietario

### Fondazione

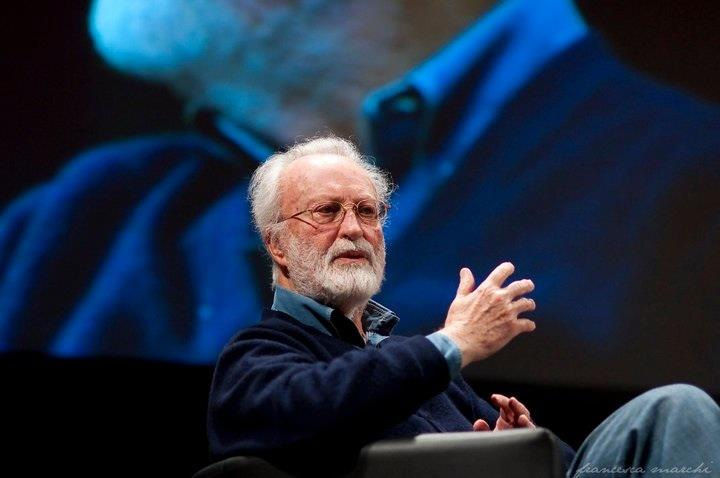
Eugenio Scalfari, fondatore della testata nel 1976 e suo direttore per i successivi vent'anni.

I padri de la Repubblica sono quattro: Eugenio Scalfari, Carlo Caracciolo, editore de L'Espresso, Mario Formenton e Giorgio Mondadori, rispettivamente amministratore delegato e presidente dell'Arnoldo Mondadori Editore. Per fondare il quotidiano, Caracciolo e la Mondadori investono 2 miliardi e 300 milioni di lire (metà per ciascuno): il patto è firmato il 30 luglio 1975, il punto di pareggio è calcolato a 150 000 copie. Il consiglio d'amministrazione della società editrice del quotidiano (Gruppo Editoriale L'Espresso) è inizialmente composto da dieci membri: cinque in quota Mondadori e cinque espressi da Caracciolo.
Durante i primi anni la gestione del quotidiano e del settimanale sono unificate. Il 1976 si chiude per la Repubblica con una vendita media di 70 000 copie. Il risultato deludente è compensato dalla tiratura dell'Espresso, che si avvicina a quota 400 000. Nel 1979 si aggiunge ai quattro soci originari la Compagnie Industriali Riunite (CIR) di Carlo De Benedetti, che investe cinque miliardi di lire, corrispondenti a una quota di poco inferiore al 10% del capitale sociale.

### La "guerra di Segrate"

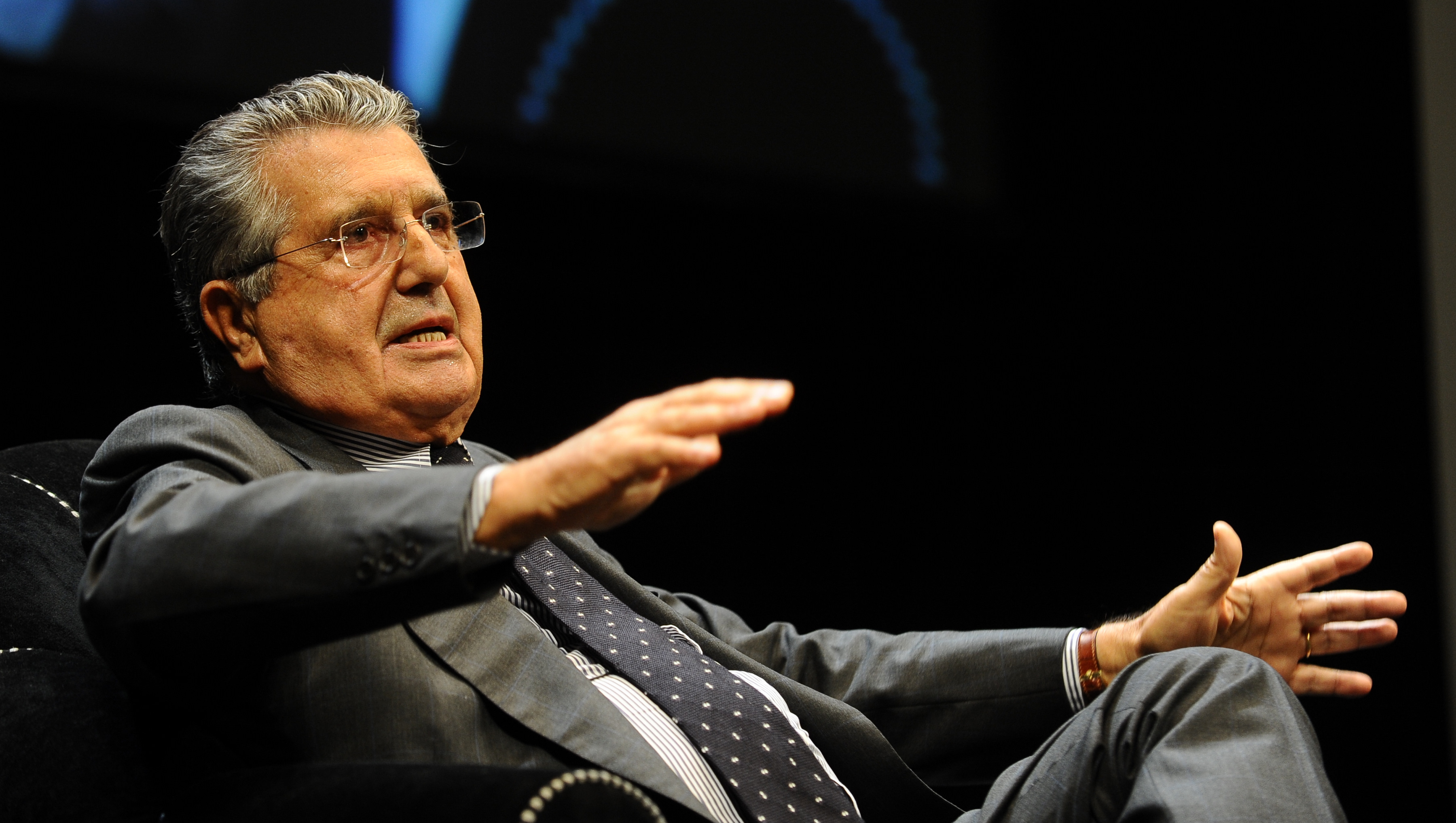
L'editore Carlo De Benedetti, azionista di maggioranza della testata (attraverso la CIR) dal 1989.

Durante gli anni 1980, la CIR di De Benedetti incrementa sempre più la sua quota nel capitale della società editrice della Repubblica, fino a raggiungere il 50%. Nel 1989, convinti che per la crescita del gruppo occorra ampliare il sostegno finanziario, Carlo Caracciolo ed Eugenio Scalfari (principali azionisti del Gruppo Editoriale L'Espresso) vendono tutte le loro quote a Carlo De Benedetti. Questi, già importante azionista della Mondadori, porta il Gruppo L'Espresso in dote alla casa editrice milanese, di cui punta a diventare azionista di maggioranza acquistando i pacchetti in mano agli eredi di Arnoldo Mondadori. Gli sbarra la strada Silvio Berlusconi, aprendo quella che passerà alla storia come la "guerra di Segrate" (dall'omonimo comune alle porte di Milano dove ha sede la Mondadori).
Tra Berlusconi, nuovo patron della Mondadori, e De Benedetti nasce un contenzioso giudiziario che si conclude, dopo oltre due anni di battaglie finanziarie e legali, nel 1991 con la separazione fra il settore libri e periodici (che va alla Fininvest di Berlusconi), e quello della Repubblica, dell'Espresso e dei quotidiani locali (che va invece al Gruppo Editoriale L'Espresso, di cui la CIR di De Benedetti è azionista di maggioranza).
Negli anni successivi tale controversa operazione finisce al centro di una causa giudiziaria che vede come protagonista Berlusconi, accusato di corruzione in atti giudiziari con riferimento al giudizio sull'impugnazione del c.d. lodo Mondadori, col quale gli arbitri nominati dai gruppi Fininvest e CIR avevano deciso la controversia in primo grado. Con sentenza del Tribunale civile di Milano del 3 ottobre 2009 viene statuito che la Fininvest deve risarcire alla CIR la complessiva somma di circa 750 milioni di euro per il «danno patrimoniale da perdita di opportunità di un giudizio imparziale» connesso al succitato lodo; il pagamento del risarcimento viene in seguito sospeso fino alla fine del processo d'appello, venendo comunque garantito da una fideiussione bancaria. Il 9 luglio 2011 la Corte civile d'appello di Milano, che aveva ordinato un'ulteriore perizia al fine di stabilire l'importo del risarcimento, condanna la Fininvest al pagamento della sanzione in favore della CIR, che in base alla nuova perizia ammonta a 560 milioni di euro.

### In GEDI
Nel 1998 avviene la fusione per incorporazione della Società Editoriale «la Repubblica S.p.A.» nel gruppo editoriale l'Espresso, che nel 2016 si fonde con Italiana Editrice divenendo GEDI Gruppo Editoriale S.p.A.

### Exor
Il 2 dicembre 2019 la CIR vende le sue azioni del Gruppo GEDI (pari al 60,9% del capitale) a Giano Holding, società partecipata dalla Exor, holding finanziaria olandese controllata dalla famiglia Agnelli.
La proprietà diventa effettiva il 23 aprile 2020, con la nomina del nuovo Cda, presidente John Elkann e Maurizio Scanavino amministratore delegato e direttore generale. Successivamente «Giano Holding» porta a termine un'offerta pubblica di acquisto sulle restanti azioni del Gruppo, divenendo proprietaria del 100% delle azioni e procedendo all'uscita di GEDI dal listino della Borsa Italiana.

## Edizione cartacea

### Rubriche

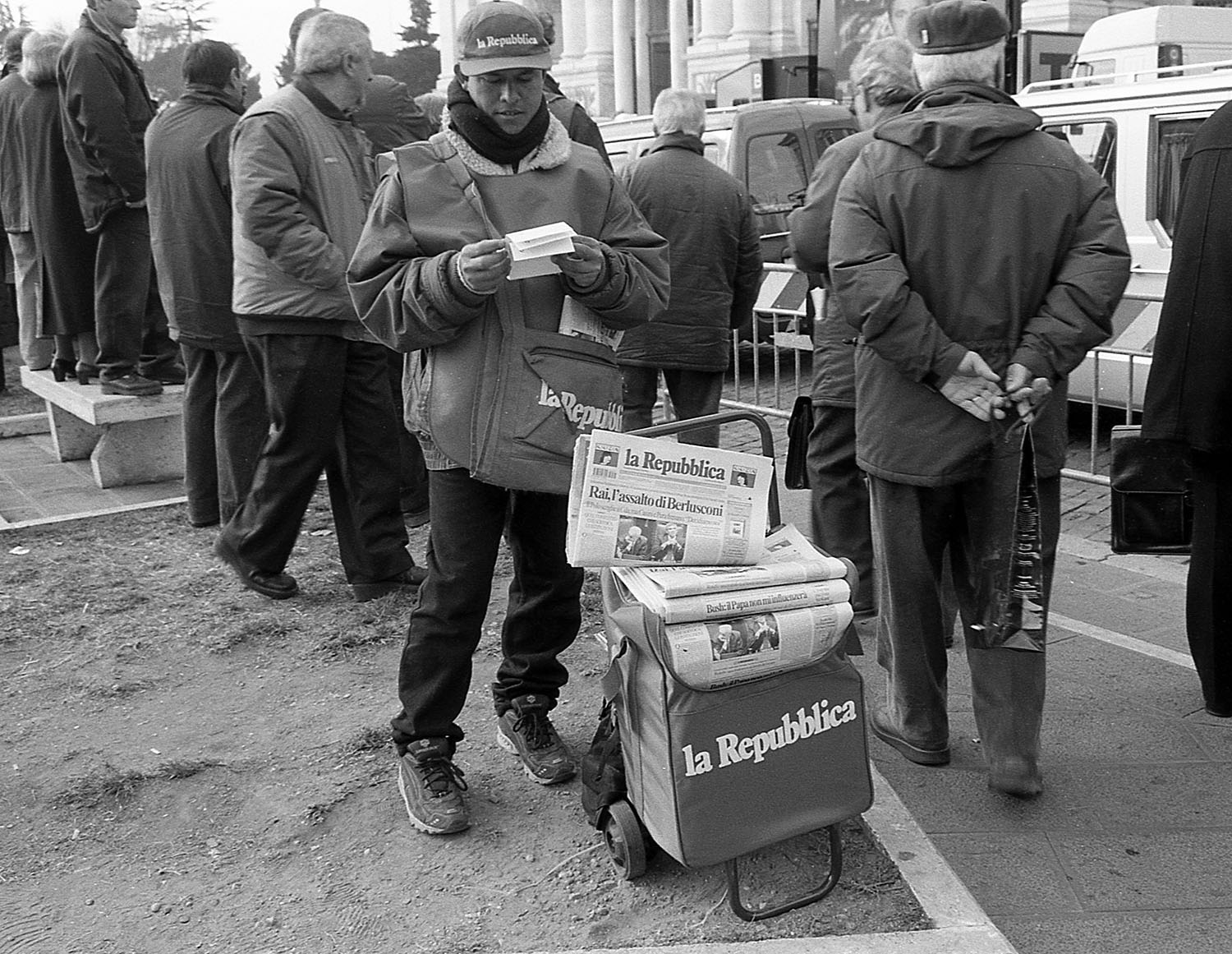
Venditore ambulante de la Repubblica a Roma 2003

- L'amaca: Michele Serra commenta un fatto del giorno.
- Bonsai: rubrica quotidiana a cura di Sebastiano Messina che commenta con ironia i recenti avvenimenti in ambito politico.
- Carta canta: su Repubblica.it Marco Travaglio metteva a confronto dichiarazioni vecchie e nuove di personaggi politici, mostrandone le incongruenze. La rubrica chiuse nel 2009 quando Travaglio fondò Il Fatto Quotidiano.
- La Notte dei Gufi: rubrica dell'inserto del lunedì che usa l'alta finanza, l'economia e la bassa politica per staccionare le nuove frontiere della poesia on the road, libera e scalza.
- Scalfari risponde: rubrica del venerdì nella pagina dedicata alla posta dove il fondatore Eugenio Scalfari rispondeva ai lettori. La rubrica fu chiusa nel 2006.
- Posta e Risposta: titolare della rubrica di corrispondenza è l'editorialista di lunga data Francesco Merlo. È la continuazione della rubrica di dialogo coi lettori di Corrado Augias ("Posta") che, a sua volta, raccoglieva il testimone del fondatore Eugenio Scalfari.
- La vignetta di Biani: Mauro Biani commenta con una vignetta un fatto del giorno. Dall'ottobre 2019.

### Edizioni locali
La Repubblica realizza in nove diverse città italiane un'edizione locale: a Bari, Bologna, Firenze, Genova, Milano, Napoli, Palermo, Roma e Torino.

Inoltre l'inserto locale ligure è lo storico quotidiano socialista genovese Il Lavoro.

### Inserti e supplementi
Attuali
- Album di Repubblica, inserto speciale del quotidiano.
- D - la Repubblica delle donne
- Dcasa, supplemento mensile di D - la Repubblica delle donne dedicato alla casa.
- Metropoli, settimanale in uscita la domenica a 10 centesimi.
- R2 Cult, esce il sabato dall'ottobre 2009 al posto di R2, Almanacco dei Libri e R2 Spettacoli. È un inserto di 16 pagine che unisce cultura, tecnologia, spettacolo e tempo libero.
- Con l'ampia ristrutturazione grafica del giornale avviata nel novembre 2017 cambiano anche gli inserti tematici estraibili:
- R Sport e Affari e Finanza (lunedì)
- R Lab (mercoledì)
- R Salute (giovedì)
- Il Venerdì di Repubblica (venerdì)
- R Club e RFood (sabato)
- Robinson (sabato)

Dal 2016 al 2023, il quotidiano è uscito la domenica in abbinamento col settimanale L'Espresso, fino alla sua cessione alla BFC Media e alla conseguente separazione.
Chiusi
- La Domenica di Repubblica, supplemento della domenica. Nasce nel novembre 2004. Constava di 20 pagine dedicate agli approfondimenti sull'attualità, agli spettacoli, agli stili di vita, al tempo libero. Il supplemento, che s'ispira alle edizioni domenicali dei principali quotidiani anglosassoni, è arricchito da numerosi inserti sui temi più svariati. Dal 2016 è stata sostituita da Robinson. Esiste un archivio online.
- L'Almanacco dei libri: nato nel 2004, usciva ogni sabato con 8 pagine di recensioni e classifiche. Non è più pubblicato perché sostituito da R2 Cult.
- XL: mensile dedicato ai giovani, esordì nell'agosto 2005. Non più pubblicato dal dicembre 2013, si trova solo online.
- Velvet (dal novembre 2006): altro mensile glamour dedicato alla moda. Non è più pubblicato dal 2012.
- Diario di Repubblica: bisettimanale (martedì e venerdì) di quattro pagine all'interno del giornale, in cui venivano approfonditi importanti temi del nostro tempo analizzando una parola chiave. Online si trova solo l'archivio.
- Russia Oggi: supplemento mensile curato dalla redazione del quotidiano russo Rossijskaja Gazeta pubblicato dal 2010 al 2016.[69]
- Super8: le storie al rallentatore (da un'idea di Mario Calabresi). L'ultimo numero è uscito il 3 febbraio 2018.

## Servizi multimediali
Oltre al sito web, alla versione digitale del giornale e alla web tv, il quotidiano compare con un proprio account automatico su WhatsApp dal 9 gennaio 2015, ma ha raggiunto il limite delle utenze a cui può inviare gli aggiornamenti. La Repubblica ha pure creato il canale su Telegram il 12 marzo 2016; ha poi reso pubblico il canale sul sito il 16 marzo 2016.
La Repubblica ha aperto un sito web per le scuole, Repubblica@Scuola, dedicato allo sviluppo del giornalismo giovanile.
Il 27 luglio 2018 viene lanciata una nuova applicazione mobile per smartphone che raggruppa: Repubblica.it (le cui pagine sono aggiornate continuamente); Rep.video (i video della redazione); Rep: (il nuovo servizio di approfondimento); Repubblica+ (il servizio su abbonamento per leggere il giornale online).

## Iniziative editoriali
- L'enciclopedia di Repubblica: enciclopedia suddivisa in 19 volumi, redatta in collaborazione con la casa editrice UTET e l'Istituto Geografico De Agostini.
- La Biblioteca di Repubblica: del Gruppo Editoriale L'Espresso SpA.
- L'Atlante di Repubblica: volume, a uscita di solito annuale, in cui vengono raccolti i migliori articoli della Repubblica su un argomento particolare.
- Le Guide di Repubblica: manuali in cui vengono affrontati argomenti di arte, cultura e scienza.
- la Repubblica Auto: bimestrale dedicato al mondo dei motori.
- I manga delle scienze: serie di manga di cui sono stati pubblicati 12 volumi tradotti in italiano assieme a Le Scienze.[73]

## Direttori
- 14 gennaio 1976 - 6 maggio 1996: Eugenio Scalfari

Scelti dal Gruppo Editoriale L'Espresso della Cir
- 7 maggio 1996 - 14 gennaio 2016: Ezio Mauro
- 15 gennaio 2016 - 18 febbraio 2019: Mario Calabresi
- 19 febbraio 2019 - 23 aprile 2020: Carlo Verdelli

Scelti dalla GEDI di Exor
- 24 aprile 2020 - 6 ottobre 2024: Maurizio Molinari
- dal 7 ottobre 2024: Mario Orfeo[74]

## Firme attuali
- Lirio Abbate
- Michele Ainis
- Natalia Aspesi
- Emanuela Audisio
- Corrado Augias
- Conchita Sannino
- Andrea Bonanni
- Marco Belpoliti
- Anna Bandettini
- Francesco Bei
- Marco Bentivogli
- Mauro Biani
- Alberto Bisin
- Tito Boeri
- Carlo Bonini
- Vincenzo Borgomeo
- Giampaolo Cadalanu
- Federico Capitoni
- Stefano Cappellini
- Filippo Ceccarelli
- Piero Colaprico
- Guido Crainz
- Maurizio Crosetti
- Alberto D'Argenio
- Marta Dassù
- Zita Dazzi
- Concita De Gregorio
- Claudia De Lillo
- Alessandro De Nicola
- Ilvo Diamanti
- Antonio Dipollina
- Roberto Esposito
- Stefano Folli
- Enrico Franceschini
- Umberto Galimberti
- Paolo Garimberti
- Paolo Gentiloni
- Massimo Giannini
- Miguel Gotor
- Renzo Guolo
- Bernard-Henri Lévy
- Orazio La Rocca
- Alessandra Longo
- Luigi Manconi
- Stefano Mancuso
- Stefano Massini
- Daniele Mastrogiacomo
- Ezio Mauro
- Santolo Meo
- Francesco Merlo
- Sebastiano Messina
- Maurizio Molinari
- Marino Niola
- Mario Orfeo
- Roberto Perotti
- Carlo Petrini
- Francesco Piccolo
- Massimo Recalcati
- Maurizio Ricci
- Massimo Riva
- Gabriele Romagnoli
- Andrea Romano
- Paolo Rumiz
- Linda Laura Sabbadini
- Chiara Saraceno
- Michele Serra
- Domenico Siniscalco
- Chiara Valerio
- Federico Varese
- Gianni Vernetti

## Firme del passato
- Guido Almansi
- Ferdinando Adornato
- Nello Ajello
- Lucia Annunziata
- Giulio Anselmi
- Alberto Arbasino
- Stefano Balassone
- Gianni Baget Bozzo
- Alessandro Baricco
- Edgardo Bartoli
- Stefano Benni
- Edmondo Berselli
- Enzo Biagi
- Giorgio Bocca
- Attilio Bolzoni
- Luca Bottura
- Gianni Brera
- Pietrangelo Buttafuoco
- Mario Calabresi
- Antonello Caporale
- Alberto Cavallari
- Pietro Citati
- Gianni Clerici
- Furio Colombo
- Paolo Condò
- Franco Cordero
- Pino Corrias
- Carlo Cottarelli
- Giuseppe D'Avanzo
- Marcello De Cecco
- Goffredo De Marchis
- Enrico Deaglio
- Giorgio Dell'Arti
- Umberto Eco
- Roberto Festorazzi
- Enrico Filippini
- Paolo Filo della Torre
- Federico Fubini
- Mino Fuccillo
- Ernesto Galli della Loggia
- Luciano Gallino
- Andrea Garbarino
- Orazio Gavioli
- Federico Geremicca
- Alfredo Giuliani
- Enzo Golino
- Paolo Guzzanti
- Piero Ignazi
- Alberto Jacoviello
- Gad Lerner
- Riccardo Luna
- Miriam Mafai
- Curzio Maltese
- Vito Mancuso
- Paolo Mauri
- Alberto Melloni
- Paolo Mieli
- Anna Maria Mori
- Gianni Mura
- Joaquín Navarro-Valls
- Piergiorgio Odifreddi
- Piero Ottone
- Giampaolo Pansa
- Gualtiero Peirce
- Alessandro Penati
- Mario Perniola
- Mario Pirani
- Antonio Polito
- Beniamino Placido
- Mario Platero
- Franco Quadri
- Daniele Raineri
- Federico Rampini
- Carla Ravaioli
- Luca Ricolfi
- Claudio Rinaldi
- Sergio Rizzo
- Gianni Rocca
- Paolo Rodari
- Alberto Ronchey
- Isaia Sales
- Roberto Saviano
- Eugenio Scalfari
- Mario Sconcerti
- Pietro Scoppola
- Enzo Siciliano
- Adriano Sofri
- Luigi Spaventa
- Barbara Spinelli
- Alberto Statera
- Tiziano Terzani
- Marco Travaglio
- Giuseppe Turani
- Nadia Urbinati
- Giovanni Valentini
- Bernardo Valli
- Carlo Verdelli
- Sandro Viola
- Giancarlo Zizola
- Vittorio Zucconi

## Illustratori e vignettisti
- Francesco Tullio Altan
- Mauro Biani
- Franco Bevilacqua
- Massimo Bucchi
- Ellekappa
- Giorgio Fasan
- Giorgio Forattini (fino al 1999)
- Emilio Giannelli (fino al 1991)
- Mojmir Ježek
- Roberto Micheli
- Tullio Pericoli
- Giuliano Granati
- Ettore Viola (fino al 1997)
- Riccardo Mannelli

## Finanziamenti pubblici
| Anno | Finanziamento  |
| ---- | -------------- |
| 2003 | 1 351 640,76 € |
| 2004 | 1 325 982,39 € |

## Diffusione

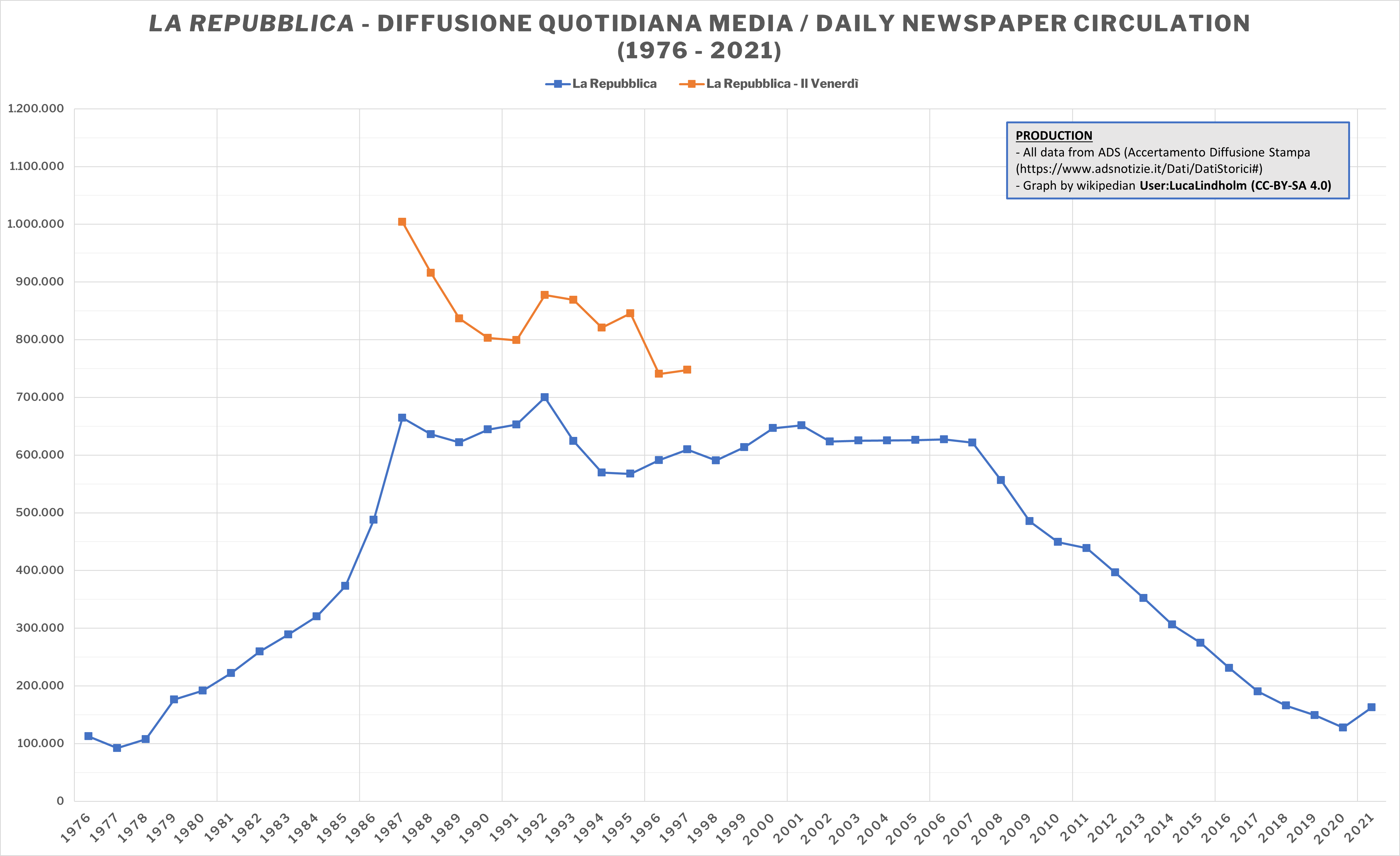
Diffusione media giornaliera de la Repubblica (1976 - 2021; dati ADS).

La diffusione di un quotidiano si ottiene, secondo i criteri di Accertamenti Diffusione Stampa (ADS), dalla somma di: Totale Pagata + Totale Gratuita + Diffusione estero + Vendite in blocco.

Dal 2021 ADS ha abbandonato la distinzione tra copia cartacea e copia digitale, che è stata sostituita dalla distinzione tra «vendite individuali» (copie pagate dall’acquirente) e «vendite multiple» (copie pagate da terzi).
Con il nuovo metodo di calcolo la diffusione supera sempre la tiratura.
| Anno | Diffusione |
| ---- | ---------- |
| 2023 | 146 125    |
| 2022 | 136 759    |
| 2021 | 162 781    |

| Anno | Diffusione digitale | Diffusione cartacea | Totale diffusione (cartacea + digitale) | Tiratura |
| ---- | ------------------- | ------------------- | --------------------------------------- | -------- |
| 2020 | 51 335              | 127 829             | 179 164                                 | 210 427  |
| 2019 | 47 707              | 149 201             | 196 908                                 | 241 115  |
| 2018 | 44 820              | 165 748             | 210 568                                 | 257 641  |
| 2017 | 30 159              | 190 261             | 220 420                                 | 292 365  |
| 2016 | 40 273              | 231 137             | 271 410                                 | 337 799  |
| 2015 | 56 986              | 274 460             | 331 446                                 | 396 691  |
| 2014 | 62 715              | 306 158             | 368 873                                 | 433 892  |
| 2013 | 50 165              | 352 152             | 402 317                                 | 480 489  |

| Anno | Diffusione |
| ---- | ---------- |
| 2012 | 396 588    |
| 2011 | 438 514    |
| 2010 | 449 150    |
| 2009 | 485 149    |
| 2008 | 556 325    |
| 2007 | 621 665    |
| 2006 | 627 157    |
| 2005 | 625 915    |
| 2004 | 625 381    |
| 2003 | 624 970    |
| 2002 | 623 235    |
| 2001 | 651 539    |
| 2000 | 646 587    |
| 1999 | 613 516    |
| 1998 | 590 530    |
| 1997 | 609 545    |
| 1996 | 591 180    |
| 1995 | 567 538    |
| 1994 | 540 000    |
| 1989 | 627 000    |
| 1986 | 515 000    |
| 1985 | 372 940    |
| 1981 | 220 000    |
| 1979 | 180 000    |
| 1978 | 140 000    |